# تشارلي ميلز
تشارلي ميلز (بالإنجليزية: Charlie Mills)‏ هو لاعب كرة قاعدة أمريكي، ولد في 1 سبتمبر 1844 في بروكلين في الولايات المتحدة، وتوفي بنفس المكان في 9 أبريل 1874.

## وصلات خارجية
- تشارلي ميلز على موقعبيزبول رفرنس.كوم (الدوري الرئيسي) (الإنجليزية)